# Новые Афины (энциклопедия)
Новые Афины (пол. Nowe Ateny) — первая польская энциклопедия, написанная Бенедиктом Иоахимом Хмелёвским, католическим писателем XVIII века, ксёндзом, киевским каноником в 1745—1746 годах и изданная во Львове в 1747 году.

## Содержание
«Новые Афины» были скомпилирована Б. Хмелёвским на базе сведений, полученных им из произведений античных, средневековых и современных ему более чем ста авторов, в частности, Плиния Старшего.
Энциклопедия Б. Хмелёвского составлена не в алфавитном порядке, сведения в ней сгруппированы по тематическим разделам. Каждому разделу энциклопедии предпослано изложение его содержания в стихах. Книга снабжена многими иллюстрациями.
Энциклопедия содержат разнообразные сведения от «Рая земного, есть ли и где?» до рецептов долголетия 

Чтобы прожить столько, сколько библейский патриарх Мафусаил, умерший на 969 году жизни, необходимо питаться яблоками и волошскими орехами.
Приводит описания Польского королевства и известных в то время разных континентов и стран мира, некоторые из которых, находились далеко от Польши, таких как, например, Африка, Китай и Япония.
В статье «О Москве или Российской империи» Б. Хмелёвский, например, пишет:

У некоторых авторов читаем, что в стране их оседлыми были два народа, Россы или Roxi и Аланы, которые такой тесный между собой союз заключили, что их сразу назвали ROXOLANOS (Роксоланы). А прежде, чем Москву-столицу заложили, имели древний город Nowogardia или Новогород (Новгород) своим гнездом, после чего Киев с Владимиром. Имя себе взяли от Рурика или Руреха вождя, то есть князя перед Владимиром правившего, с Булгарами воевавшего, как пишут Русские анналы, Zonaras греческий автор и Павел Потоцкий sentiunt.

Есть авторы, утверждающие, что Московское государство происходит от цезаря Августа, будто бы он оставил провинцию Orbis Dominus, своим коллигатам (kolligat), а именно Пруссу Ульмигарию, позже Пруссами от него названными. От этого Прусса в 4-м колене идущие потомки Рурех, Синаус и Труор или Трувер, которые все от Гостомысла гражданина Новогородского, на Москву править приглашены были, года Божьего 562, или же года 861. Те себе ещё Олега кровного родича взяли за компанию. Московские края между собой поделили. Синаус и Трувер без потомства остались, Руриха брата сделали самодержавцем тех стран, после которого стал сын Игорь, Ольгу мещанина Плесковского взявший в жены. Войны разные вёл с соседями. На одной из них сам погиб, а победитель его голову превратил в чашу и написал на ней: Dum aliena sequitur, perdidit sua.
Б. Хмелёвский в книге первым заговорил о месте смерти и гробнице Овидия, якобы сосланного в Полесье. Им было выдвинуто предположение, что городище XI—XIII веков Давид-городок под Пинском в Полесье — это городок, где жил Овидий. Основанием послужил описанный поэтом в «Посланиях с Понта» суровый климат города, где он жил в изгнании, который был не схож с климатом Причерноморья. Жители Полесья, и Б. Хмелёвский в их числе, тогда были уверены, что в древние времена море доходило до их мест, следами чего и остались знаменитые полесские болота.
В книге автор не видит смысла в описании общеизвестных животных. Например, коня:

Конь такой, каким его видит каждый
или козы (козла)

Козел — смердящий вид животных
Порой он пишет фантастические вещи, например, что 

Хвост у петуха иногда может быть змеиным
В разделе о физиологии сообщается, что: 

Большие и заросшие уши признак быстрого слуха
О животных автор приводит сведения, что выдры атакуют слонов, существуют ядовитые тигры, дельфин может привыкнуть жить в лесу, у князя Радзивилла живёт человек с головой собаки и т. д.
Даёт советы о том, как защититься от колдовства: 

Над дверью повесь волчью морду для защиты от чар
В энциклопедии автор приводит известные ему сведения о разных видах драконов, включая изображения с натуры и драконов в полёте, заключая: 

Дракона убить трудно, но нужно стараться

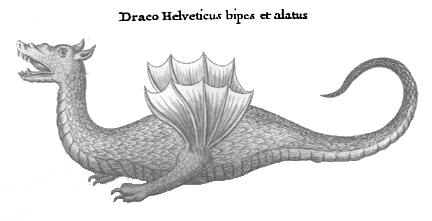
DRACO HELVETICUS — BIPES ET ALATUS. Один из видов дракона. Иллюстрация из «Новых Афин». 1745 г.

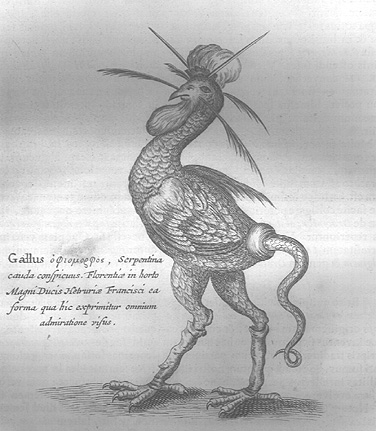
Петух со змеиным хвостом. Иллюстрация из «Новых Афин». 1745 г.

## Критика
Со времён эпохи Просвещения в Польше книгу принято было считать символом умственного убожества «непросвещённой эпохи».
Однако в 1966 г. «Новые Афины» были переизданы в Польше и пользовались, как и прежде, большим успехом.